# Xã Welcome, Quận Sioux, Iowa
Xã Welcome (tiếng Anh: Welcome Township) là một xã thuộc quận Sioux, tiểu bang Iowa, Hoa Kỳ. Năm 2010, dân số của xã này là 1.730 người.